# Craig House (Edinburgh)

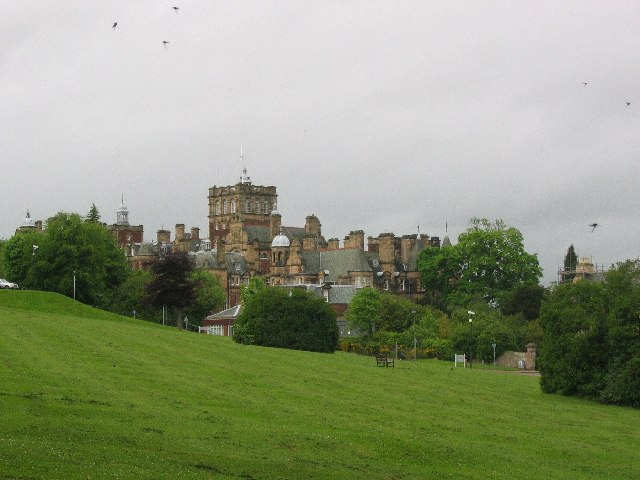
New Craig House

Craig House ist ein Landhaus mit Anwesen am Easter Craiglockhart Hill zwischen den Stadtteilen Craiglockhart und Morningside der schottischen Hauptstadt Edinburgh. Old Craig House stammt aus dem 16. Jahrhundert und wurde an der Stelle eines älteren Gebäudes errichtet. Ende des 19. Jahrhunderts kaufte das Royal Edinburgh Hospital das Haus und das Anwesen wurde unter dem Namen Craig House Hospital in eine psychiatrische Klinik umgebaut, wobei umfangreiche, neue Gebäude hinzugefügt wurden. Nach einer Renovierung wurden das Gelände 1996 als Craighouse Campus der Edinburgh Napier University eröffnet.

## Geschichte
Craig House ist bereits in der Regierungszeit König David II. urkundlich erwähnt und 1528 erstellte der Abt von Newbattle hier eine Charta. Dieses erste Haus wurde 1544, während des Rough Wooing, vom Earl of Hertford niedergebrannt.

### Old Craig House

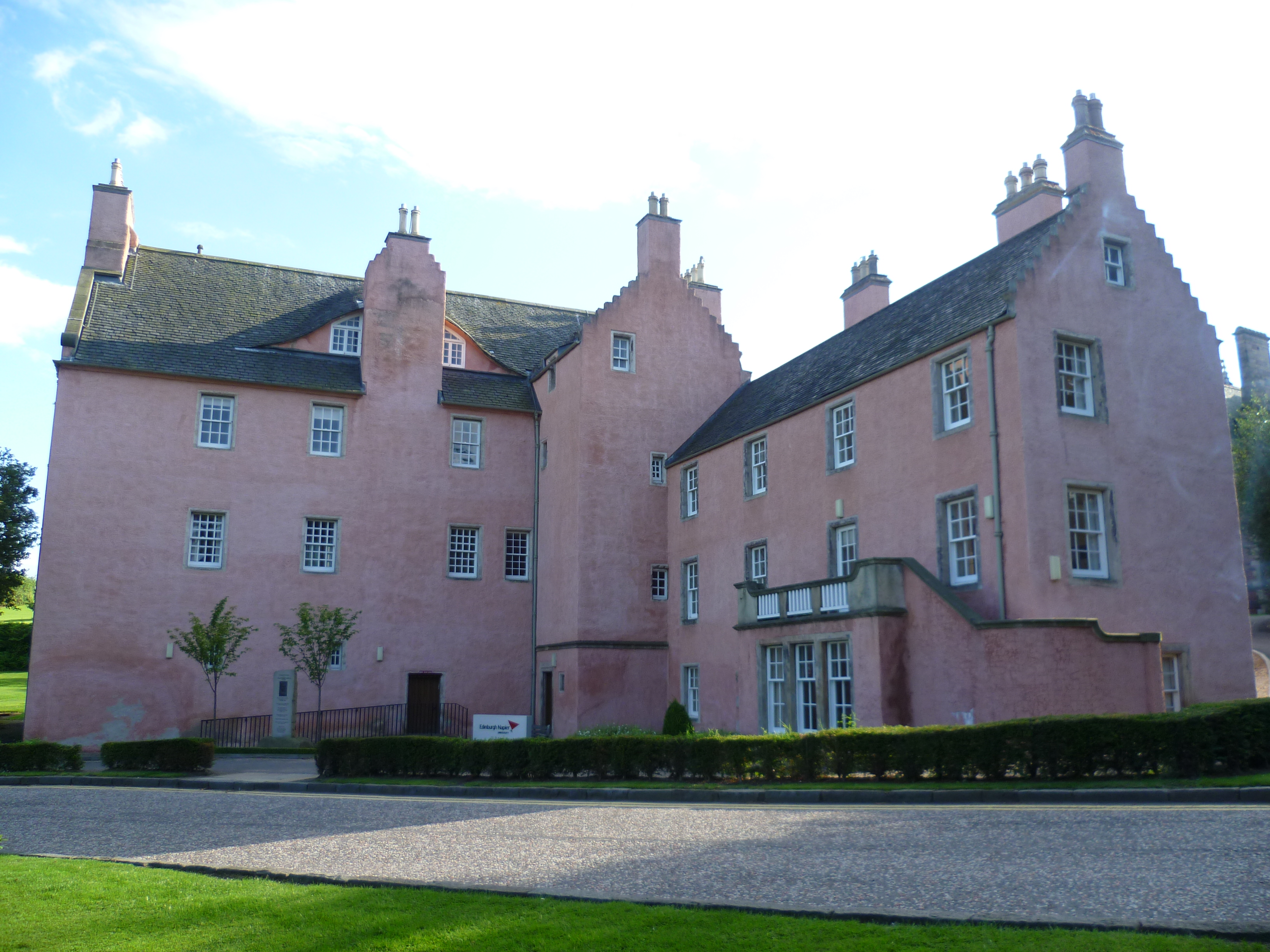
Old Craig House

Das heutige Old Craig House stammt von 1565, auch wenn seine Architektur ein späteres Baujahr vermuten lässt. Die Symsounes von Craighouse ließen es errichten. Später gehörte es der Familie Dick und wurde um 1746 nach Nordwesten erweitert. Der Historiker John Hill Burton (1809–1881) lebte dort. In den 1880er-Jahren wurde es in Cassells Führer Old and New Edinburgh als „seltsam aussehendes Landhaus, angeblich von Geistern heimgesucht“, beschrieben.

### Craig House Hospital

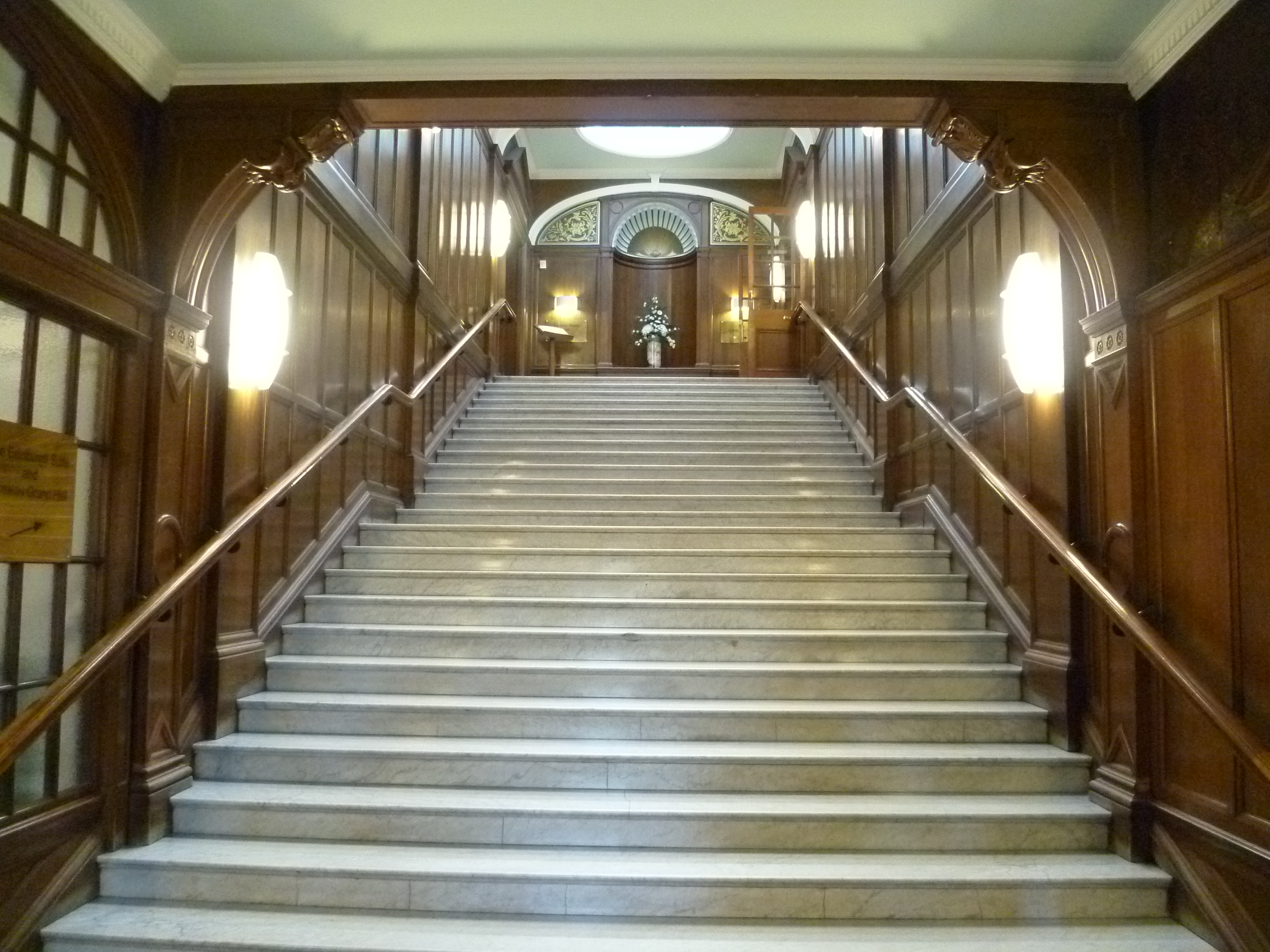
Treppe zum Hauptblock der Klinik

In den 1880er-Jahren überwachte Thomas Clouston, der Superintendent des Edinburgh Lunatic Asylum (später Royal Edinburgh Hospital) der Kauf von Craig House durch die Manager des Krankenhauses 1878. Das Anwesen war für zahlende Patienten gedacht und der Umbau wurde durch den Verkauf von Grundstücken des bestehenden Krankenhauses in Morningside finanziert. Die neuen Gebäude von Craig House wurde von Clouston geplant und von Architekt Sydney Mitchell (dessen Vater, Arthur Mitchell, einer der Direktoren des Krankenhauses war) 1887 entworfen. Der eigentliche Entwurfsverfasser war Charles Henry Creig und nicht sein Chef Mitchell, auch wenn Mitchell dieser Entwurf zugeschrieben wurde. Die Arbeiten begannen 1889 am großen Hauptgebäude, einem Krankenhausblock und drei angebauten Villen, die alle 1894 fertiggestellt waren. Das Hauptgebäude, New Craig House, war besonders großartig gestaltet und ähnelte eher einem Landhaus oder Hotel als einer Gesundheitseinrichtung. Es erinnert an das Haus des Vizekönigs in Shimla. Es ist in eine pittoresken „freien Renaissancestil“ gehalten, dessen Elemente aus der französischen Renaissance stammen. Die Innenräume umfassen zum Beispiel eine große Halle und ein Billardzimmer.
Von 1906 bis 1914 wurden die Arbeiten von Mitchells Assistant Ernest Auldjo Jamieson durchgeführt, der ab 1909 als alleiniger Partner fungierte.
Das Krankenhaus wurde 1972 in Thomas Clouston Clinic umbenannt, aber nach der Einführung der Community Care Anfang der 1980er-Jahre rutschte es in eine Phase des Niedergangs und wurde Anfang der 1990er-Jahre geschlossen.

### Craighouse Campus
1994 kaufte die Edinburgh Napier University das 24 Hektar große Anwesen und begann mit einem 14 Mio. £ Umbau, der mit einem Historic Building Grant finanziert wurde. Der neue Campus wurde im September 1996 eröffnet. Auf dem Campus wurden Kurse in Sozialwissenschaften und Kommunikationsfähigkeit abgehalten sowie die Tomlin School of Music untergebracht.
Im März 2011 verkaufte die Universität den Campus als Baugrund für Wohnhäuser und verließ das Gelände bis 2013 komplett. Studenten und Angestellte, die auf dem Craighouse Campus studierten und arbeiteten, wurden auf die Campus Sighthill, Merchiston und Craiglockhart umgesiedelt.

## Derzeitiger Stand
Das Anwesen Craighouse gehört zur Zeit dem Mountgrange Real Estate Opportunity Fund (MoREOF) über die Craighouse Ltd. (Insel Man); der MoREOF wird von der Mountgrange Investment Management LLP verwaltet.
Die Edinburgh Napier University, Mountgrange und Sundial Properties gründeten ein Konsortium zur Entwicklung des Anwesens. Die geplante Entwicklung umfasst die Renovierung der bestehenden Gebäude und den Bau vieler Wohnhäuser auf dem ganzen Gelände, insgesamt etwa 116 Wohneinheiten.
Die Vorschläge dieser Craighouse Partnership stießen wegen der Pläne, eine offene Grünfläche auf dem Gelände anzulegen, auf erheblichen Widerspruch. Die Friends of Craighouse, eine Aktionsgruppe gegen jede Neubebauung des Anwesens haben 5000 Unterschriften auf einer Petition gegen die neuen Baupläne gesammelt.
Die Gemeindeverwaltung von Morningside hat in ihrer Sitzung am 21. März 2012 folgende Resolution betreffend Craighouse angenommen: „Wenn der Planantrag für das Anwesen Craighouse Neubebauung für Flächen vorsieht, die im Edinburgh City Local Plan als Freiflächen und/oder Flächen von großer Bedeutung für die Landschaft ausgewiesen sind, werden wir Einspruch einlegen.“ Auch die Gemeindeverwaltung von Merchiston hat Besorgnis geäußert. Die Cockburn Association hat eine Warnung ausgesprochen, dass sie vermutlich gegen jeden Planantrag auf Basis der derzeitigen Vorschläge aussprechen wird.
Jim Eadie, Parlamentsabgeordneter, hat geäußert, dass er „(…) entschieden jedem Planantrag widersprechen werde, der auf diesen Vorschlägen beruht.“ Eine Reihe anderer Politiker, darunter die Parlamentsabgeordnete Alison Johnstone, die Gemeinderatsmitglieder Gavin Corbett, Sandy Howat, David Key und Melanie Main, haben ebenfalls ihre Meinungen in Bezug auf Craighouse geäußert.